# Serie A1 1990-1991 (rugby a 15)
La serie A1 1990-91 fu il 61º campionato nazionale italiano di rugby a 15 di prima divisione.
Si tenne dal 13 ottobre 1990 al 1º giugno 1991 tra 12 squadre con la formula «stagione regolare a girone unico più play-off» e vide la partecipazione a tale seconda fase delle prime due classificate del campionato di serie A2, il Rugby Roma e i Lyons di Piacenza, cui furono loro riservati gli accoppiamenti nei quarti di finale contro le prime due classificate di A1, che nella circostanza furono gli Amatori Milano e il Benetton.
La formula di quarti e semifinali era quella della serie al meglio dei tre incontri, con diritto per la squadra meglio piazzata in classifica durante la regular season di disputare il primo incontro e l'eventuale terzo in casa propria.
Campione d'Italia risultò alla fine l'Amatori Milano che, nella finale di Parma del 1º giugno 1991, sconfisse Treviso 37-18.
Si trattò del quindicesimo scudetto per la formazione milanese, il primo dal 1945-46, il maggior lasso di tempo tra due vittorie successive in campionato (il periodo d'attesa più lungo fino ad allora era stato quello del Benetton, campione una prima volta nel 1955-56, che dovette attendere 22 stagioni prima di vincere il suo secondo titolo), e il primo dell'era-Fininvest, nonché l'inizio di una lunga rivalità con il Benetton Treviso: l'Amatori, da due stagioni nell'orbita societaria di Silvio Berlusconi e prossima a entrare nel gruppo sportivo di nuova formazione e a essere rinominata Milan, vinse altri tre titoli nelle successive cinque stagioni, con sei finali complessive, cinque consecutive; quanto a Treviso, si trattò della sua quarta finale consecutiva: fino al 1997 almeno una delle due contendenti (e in quattro casi entrambe) giunsero fino all'ultimo atto del campionato.

## Squadre partecipanti e sponsor
- L’Aquila (Scavolini)
- Calvisano (Nutrilinea)
- Amatori Catania
- Livorno (Ecomar)
- Amatori Milano (Mediolanum)
- Noceto (Savi)

- Parma (Delicius)
- Petrarca
- Rovigo (Cagnoni)
- San Donà (Iranian Loom)
- Tarvisium (Pasta Jolly)
- Benetton

## Stagione regolare

### Risultati
|       | 1ª/12ª giornata            |       |
| ----- | -------------------------- | ----- |
| 41-6  | Benetton Treviso - Livorno | 30-9  |
| 11-12 | Rovigo - L'Aquila          | 20-20 |
| 21-9  | Amatori Milano - Tarvisium | 26-3  |
| 28-15 | Calvisano - Noceto         | 24-24 |
| 36-10 | Parma - Amatori Catania    | 12-12 |
| 30-12 | San Donà - Petrarca        | 6-12  |
|       |                            |       |

|       | 4ª/15ª giornata                    |       |
| ----- | ---------------------------------- | ----- |
| 18-34 | Amatori Catania - Benetton Treviso | 6-55  |
| 16-15 | Amatori Milano - Rovigo            | 35-12 |
| 33-22 | Noceto - L'Aquila                  | 13-32 |
| 22-3  | Tarvisium - Calvisano              | 19-16 |
| 31-4  | Petrarca - Livorno                 | 25-16 |
| 40-24 | San Donà - Parma                   | 7-16  |
|       |                                    |       |

|       | 7ª/18ª giornata             |       |
| ----- | --------------------------- | ----- |
| 18-15 | Benetton Treviso - San Donà | 17-9  |
| 19-09 | Rovigo- Parma               | 46-16 |
| 31-10 | Livorno- Amatori Catania    | 6-29  |
| 10-36 | Calvisano - Amatori Milano  | 07-53 |
| 9-15  | Noceto - Petrarca           | 6-65  |
| 38-4  | L'Aquila- Tarvisium         | 15-18 |
|       |                             |       |

|       | 10ª/21ª giornata             |       |
| ----- | ---------------------------- | ----- |
| 38-12 | Rovigo - Noceto              | 48-12 |
| 54-14 | Amatori Milano - Livorno     | 43-19 |
| 9-38  | Calvisano - Benetton Treviso | 16-74 |
| 00-13 | Parma - Petrarca             | 11-44 |
| 22-16 | Tarvisium - Amatori Catania  | 11-20 |
| 34-18 | San Donà - L'Aquila          | 14-20 |

|       | 2ª/13ª giornata             |       |
| ----- | --------------------------- | ----- |
| 30-12 | Amatori Catania - Calvisano | 20-33 |
| 24-6  | Livorno - Rovigo            | 9-46  |
| 12-9  | Noceto - Parma              | 9-12  |
| 22-37 | Tarvisium - San Donà        | 13-31 |
| 12-19 | Petrarca - Amatori Milano   | 12-23 |
| 25-23 | L'Aquila- Benetton Treviso  | 12-36 |
|       |                             |       |

|       | 5ª/16ª giornata             |       |
| ----- | --------------------------- | ----- |
| 6-7   | Benetton Treviso - Petrarca | 16-9  |
| 58-16 | Rovigo - Tarvisium          | 26-6  |
| 37-18 | Livorno - Noceto            | 17-6  |
| 10-31 | Calvisano- San Donà         | 0-21  |
| 0-50  | Parma- Amatori Milano       | 3-18  |
| 28-22 | L'Aquila- Amatori Catania   | 27-24 |
|       |                             |       |

|       | 8ª/19ª giornata            |       |
| ----- | -------------------------- | ----- |
| 31-4  | Amatori Milano - L'Aquila  | 15-15 |
| 13-17 | Calvisano - Rovigo         | 6-60  |
| 15-30 | Parma- Benetton Treviso    | 6-37  |
| 35-16 | Tarvisium - Noceto         | 36-21 |
| 15-3  | Petrarca - Amatori Catania | 21-28 |
| 18-7  | San Donà - Livorno         | 16-16 |
|       |                            |       |

|       | 11ª/22ª giornata             |       |
| ----- | ---------------------------- | ----- |
| 18-30 | Amatori Catania - San Donà   | 9-64  |
| 45-9  | Benetton Treviso - Tarvisium | 24-3  |
| 26-17 | Livorno - Parma              | 22-38 |
| 8-55  | Noceto - Amatori Milano      | 6-136 |
| 19-3  | Petrarca - Rovigo            | 9-12  |
| 11-9  | L'Aquila - Calvisano         | 16-9  |

|       | 3ª/14ª giornata           |      |
| ----- | ------------------------- | ---- |
| 31-6  | Rovigo - Amatori Catania  | 9-7  |
| 61-3  | Benetton Treviso - Noceto | 41-9 |
| 23-27 | San Donà - Amatori Milano | 8-46 |
| 28-13 | L'Aquila - Livorno        | 17-6 |
| 26-16 | Parma - Tarvisium         | 10-3 |
| 24-13 | Calvisano- Petrarca       | 3-13 |
|       |                           |      |

|       | 6ª/17ª giornata                   |       |
| ----- | --------------------------------- | ----- |
| 45-13 | Amatori Catania - Noceto          | 42-15 |
| 38-9  | Amatori Milano - Benetton Treviso | 24-12 |
| 14-7  | Parma - Calvisano                 | 31-12 |
| 13-22 | Tarvisium - Livorno               | 13-14 |
| 33-21 | Petrarca - L'Aquila               | 9-19  |
| 26-18 | San Donà - Rovigo                 | 4-19  |
|       |                                   |       |

|       | 9ª/20ª giornata                  |       |
| ----- | -------------------------------- | ----- |
| 4-22  | Amatori Catania - Amatori Milano | 9-40  |
| 15-7  | Benetton Treviso - Rovigo        | 8-9   |
| 25-23 | Livorno- Calvisano               | 14-21 |
| 22-26 | Savi Noceto - San Donà           | 13-39 |
| 35-6  | Petrarca - Tarvisium             | 31-21 |
| 29-12 | L'Aquila- Parma                  | 18-18 |

### Classifica
|               |     | Squadra         | G  | V  | N | P  | PF  | PS  | Pt |
| ------------- | --- | --------------- | -- | -- | - | -- | --- | --- | -- |
|               | 1.  | Amatori Milano  | 22 | 21 | 1 | 0  | 828 | 214 | 43 |
|               | 2.  | Benetton        | 22 | 17 | 0 | 5  | 658 | 258 | 34 |
|               | 3.  | Rovigo          | 22 | 15 | 1 | 7  | 536 | 300 | 31 |
|               | 4.  | Petrarca        | 22 | 14 | 0 | 8  | 457 | 284 | 28 |
|               | 5.  | San Donà        | 22 | 13 | 1 | 8  | 529 | 377 | 27 |
|               | 6.  | L’Aquila        | 22 | 12 | 3 | 7  | 447 | 413 | 27 |
|               | 7.  | Parma           | 22 | 8  | 2 | 12 | 335 | 480 | 18 |
|               | 8.  | Livorno         | 22 | 8  | 1 | 13 | 355 | 543 | 17 |
|               | 9.  | Amatori Catania | 22 | 6  | 1 | 15 | 388 | 567 | 13 |
|               | 10. | Tarvisium       | 22 | 6  | 0 | 16 | 320 | 551 | 12 |
| Retrocessione | 11. | Calvisano       | 22 | 4  | 1 | 17 | 295 | 597 | 9  |
| Retrocessione | 12. | Noceto          | 22 | 2  | 1 | 19 | 295 | 863 | 5  |

## Play-off
|  | Quarti di finale | Quarti di finale | Quarti di finale | Quarti di finale | Quarti di finale |  |  | Semifinali     | Semifinali     | Semifinali     | Semifinali | Semifinali |  |  | Finale         | Finale         | Finale |  |
|  |                  |                  |                  |                  |                  |  |  |                |                |                |            |            |  |  |                |                |        |  |
|  | 1A1              | Amatori Milano   | Amatori Milano   | 59               | 43               |  |  |                |                |                |            |            |  |  |                |                |        |  |
|  | 2A2              | Lyons            | Lyons            | 12               | 15               |  |  | Amatori Milano | Amatori Milano | Amatori Milano | 27         | 24         |  |  |                |                |        |  |
|  | 4A1              | Petrarca         | Petrarca         | 28               | 21               |  |  | Petrarca       | Petrarca       | Petrarca       | 10         | 12         |  |  |                |                |        |  |
|  | 5A1              | San Donà         | San Donà         | 3                | 4                |  |  |                |                |                |            |            |  |  | Amatori Milano | Amatori Milano | 37     |  |
|  | 2A1              | Benetton         | Benetton         | 29               | 25               |  |  |                |                | Benetton       | Benetton   | 18         |  |  |                |                |        |  |
|  | 1A2              | Rugby Roma       | Rugby Roma       | 12               | 7                |  |  | Benetton       | Benetton       | 30             | 16         | 38         |  |  |                |                |        |  |
|  | 3A1              | Rovigo           | 39               | 22               | 18               |  |  | Rovigo         | Rovigo         | 16             | 19         | 22         |  |  |                |                |        |  |
|  | 6A1              | L’Aquila         | 24               | 30               | 12               |  |  |                |                |                |            |            |  |  |                |                |        |  |

### Finale
| Arbitro: | Borgato (Rovigo) |

| |              | |
| Barba 25’ Campese 61’ | mt           | |
| Domínguez 25’ | tr           | |
| Domínguez 17’, 35’, 55’, 56’, 59’, 70’, 77’                                                                                               | c.p.         | 3’, 11’, 20’, 29’, 39’, 43’ Collodo |
| Bonomi 2’ Domínguez 5’ | drop         | |
| Campese Crotti Barba Domínguez Marcello Cuttitta Bonomi Gómez Massimo Cuttitta Marengoni Properzi Croci Berni Sciaresa Giovanelli Pedroni | Formazioni   | · Dotto · Cescon · Green · Ceselin · Manteri · Collodo · Casellato · Grespan · Corbanese · G. Piazza · Coppo 68’ · R. Favaro · Maset · Rigo · Zanon |
| | Sostituzioni | · Annibal 68’ |
| Mark Ella | Allenatori   | Jean-Michel Aguirre |

## Verdetti
- Amatori Milano: campione d'Italia
- Calvisano, Noceto: retrocesse in serie A2